# لوچیانو سانچز (بازیکن فوتبال، زاده سپتامبر ۱۹۹۴)
لوچیانو سانچز (انگلیسی: Luciano Sánchez؛ زادهٔ ۱۵ سپتامبر ۱۹۹۴) بازیکن فوتبال است.
از باشگاه‌هایی که در آن بازی کرده‌است می‌توان به باشگاه فوتبال ال پورونیر اشاره کرد.